# Собор Африканской Богоматери
Собор Африканской Богоматери (фр. Basilique Notre-Dame d'Afrique) — католический храм в городе Алжир, столице одноимённого государства Алжир. Расположен в северной части города на 124-метровой скале, которая возвышается над морем.
Церковь открыта в 1872 году после 14 лет строительства. Внешний облик здания выполнен в неовизантийском стиле, который тогда был в моде среди архитекторов религиозных сооружений. В 1875 году храм стал малой базиликой.
Символическое и религиозное значение базилики выражено в надписи, находящейся в алтарной апсиде: «Notre Dame d’Afrique Priez Pour Nous Et Pour Les Musulmans», что в переводе с французского языка означает — «Африканская Богоматерь, молись за нас, и за мусульман».

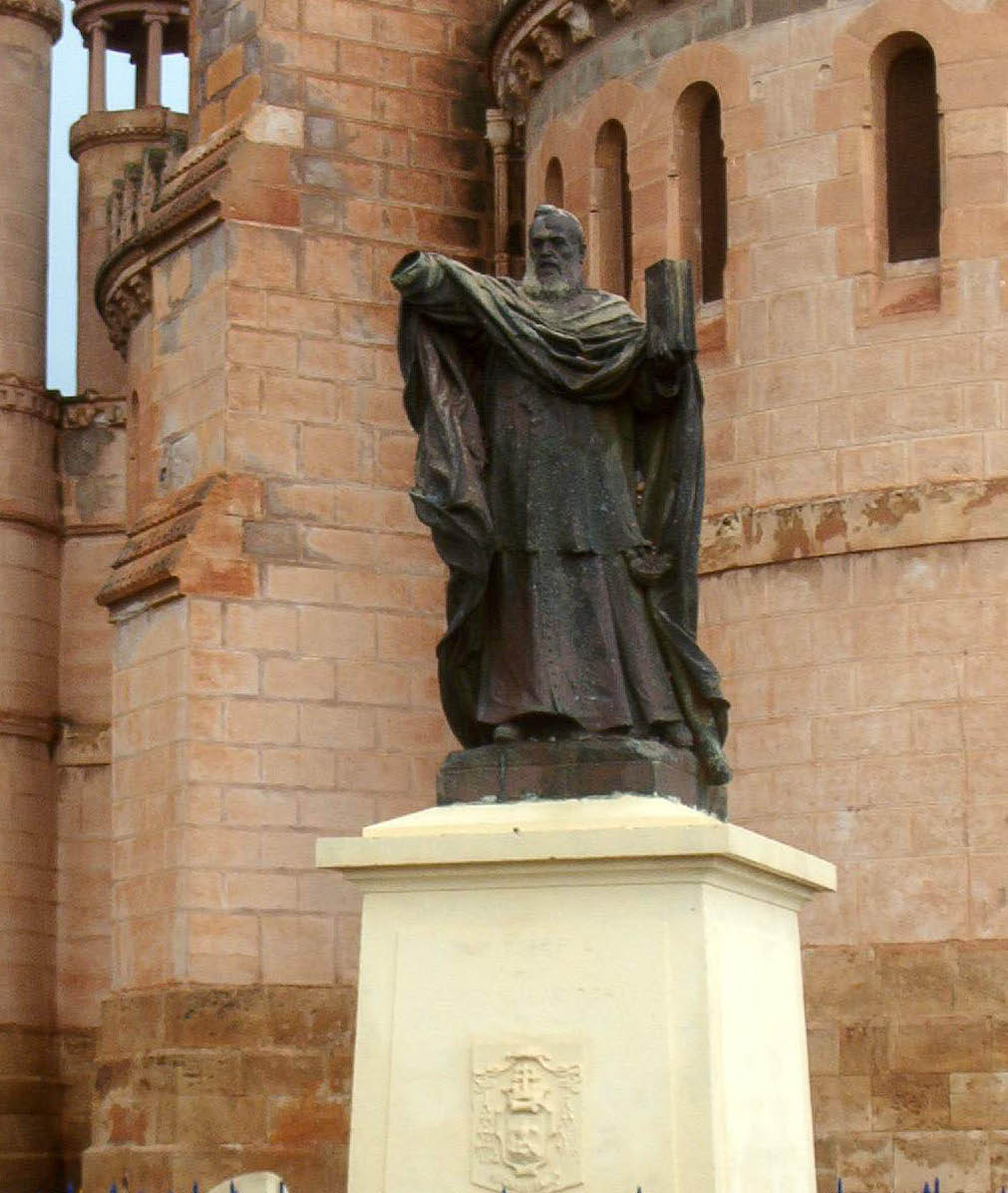
Статуя Шарля Лавижери, миссионера и кардинала
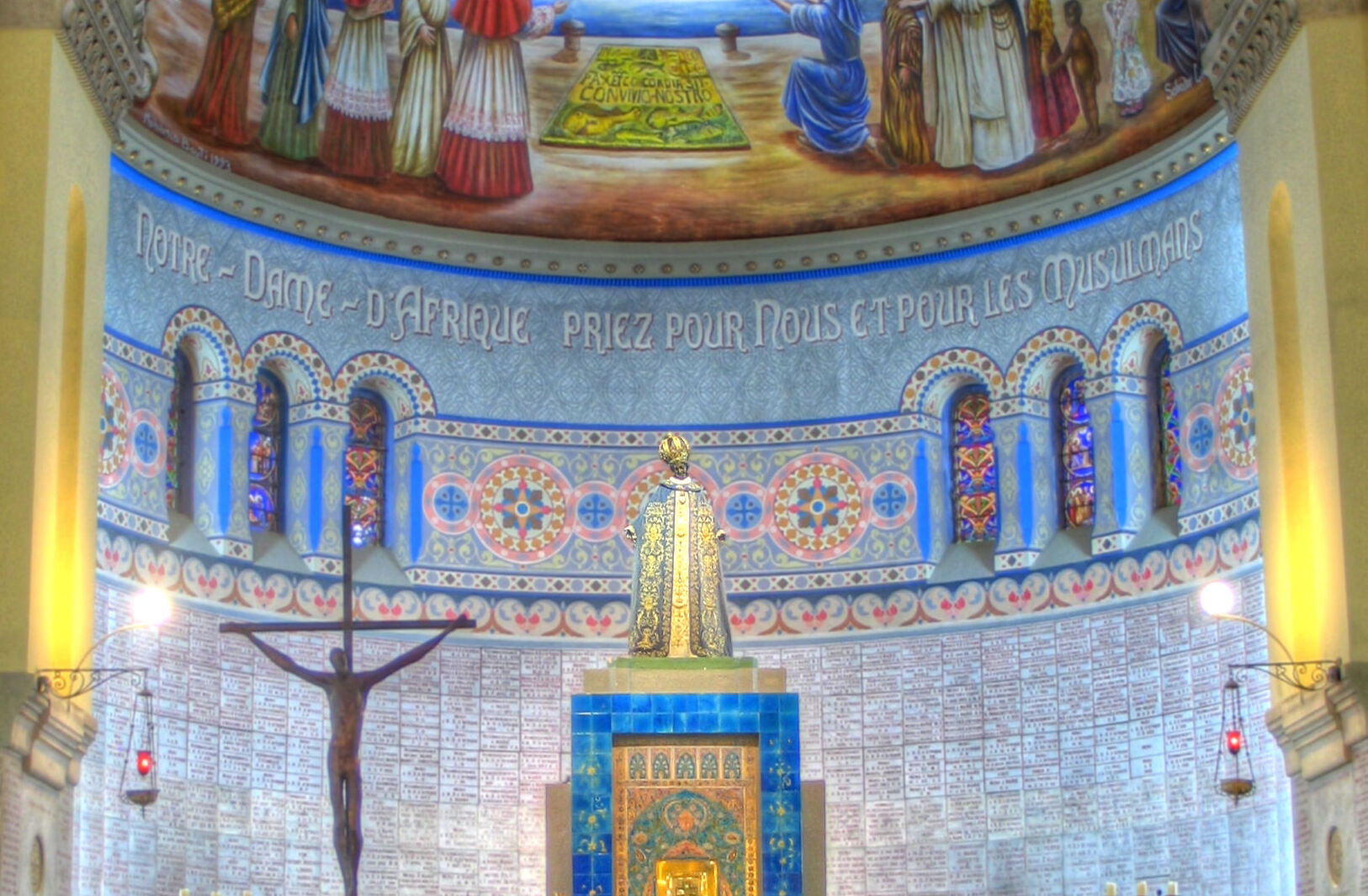
Интерьеры базилики
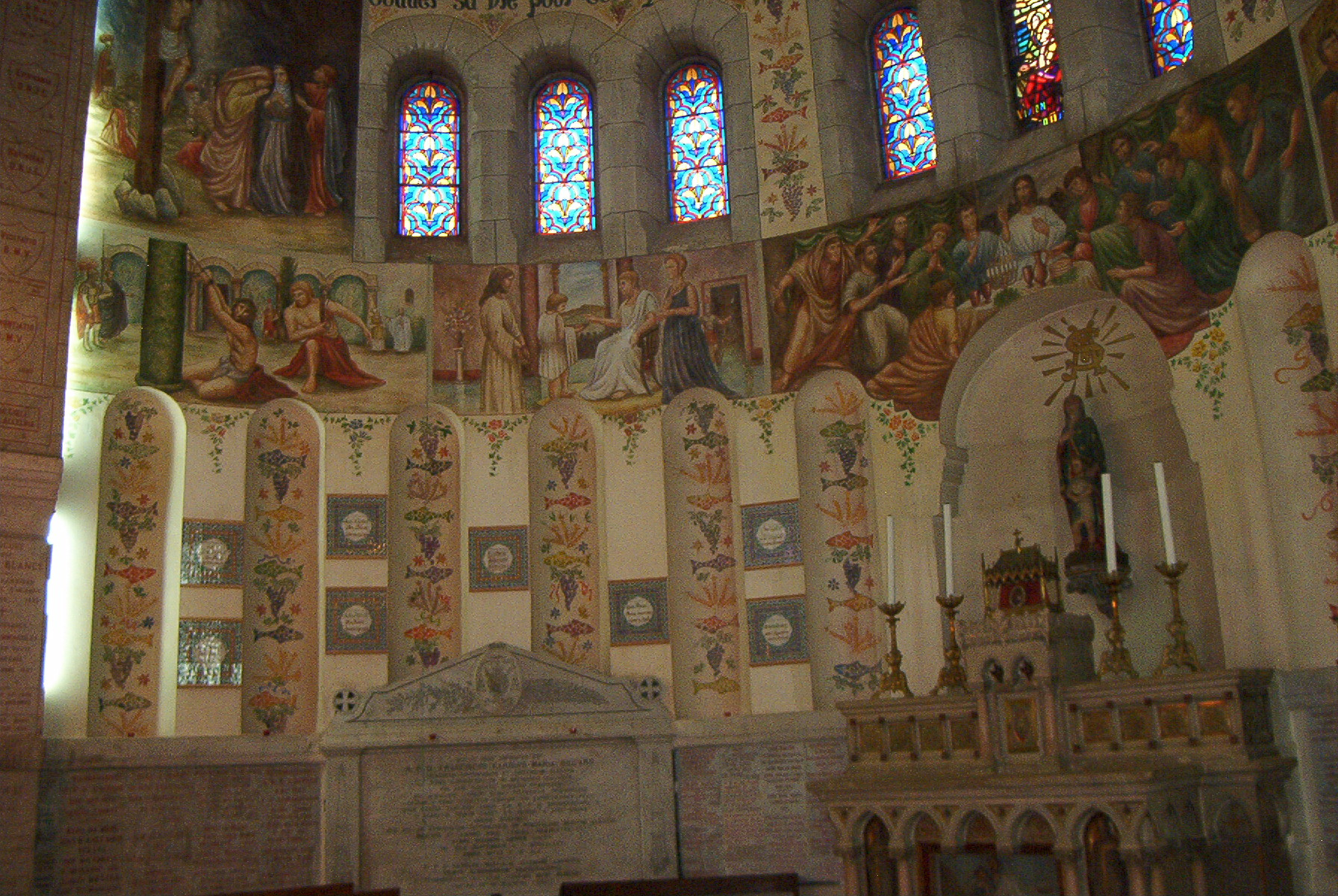
Интерьеры базилики
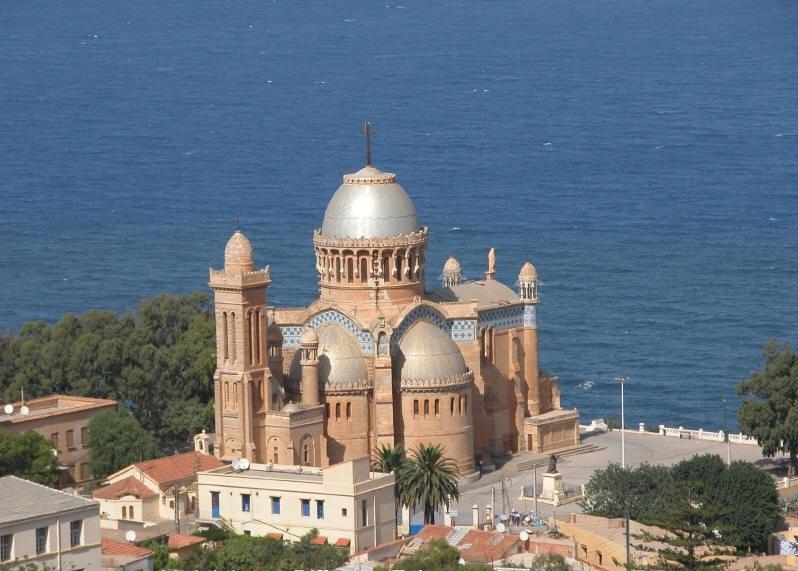
Базилика на фоне залива